# Saint-Julien-Boutières
Saint-Julien-Boutières é uma ex-comuna francesa na região administrativa de Auvérnia-Ródano-Alpes, no departamento de Ardèche. Estendeu-se por uma área de 11,12 km². Em 2010 a comuna tinha 209 habitantes (densidade: 18,8 hab./km²).
Em 1 de janeiro de 2019, ela foi inserida no território da nova comuna de Saint-Julien-d'Intres.